# Céphalonie
Pour l’article homonyme, voir Céphalonie (thème).
Céphalonie (grec moderne : Κεφαλονιά / Kefaloniá ou Κεφαλλονιά / Kefalloniá, de l'italien Cefalonia), connue dans l'Antiquité sous le nom de Céphallénie (grec ancien : Κεφαλληνία / Kephallēnía), est une île grecque de la mer Ionienne. C'est la plus grande et la plus montagneuse des îles Ioniennes.
Les villes principales sont Argostóli, la capitale, Lixouri dans la péninsule de Palikí, et Sami (port vers Patras et Ithaque).
Elle constitue un dème (municipalité) et un district régional de la périphérie des Îles Ioniennes. Entre le XIXe siècle et la réforme Kallikratis (2010), elle constituait avec l'île d'Ithaque le nome (département) de Céphalonie.

## Géographie
La taille de l'île est de 935 km2, et la densité de population actuelle est de 36 habitants au kilomètre carré. La ville d'Argostóli regroupe plus du tiers des habitants de l'île. Lixouri est la seconde ville par ordre d'importance, et les deux villes représentent ensemble près des deux tiers de la population de l'île.
L'aéroport international de Céphalonie « Ánna Pollátou » (code AITA : EFL) se trouve à environ 3 km au sud de la ville d'Argostóli.
Céphalonie est juste au-dessus d'une faille tectonique importante, où le plateau européen rencontre le plateau égéen en provoquant un glissement frictionnel. C'est la même configuration que la célèbre faille de San Andreas en Californie. Pour voir une carte indiquant les aéroports les plus proches, cliquer sur :

### Carte des aéroports en Grèce
| \| 50 km1:6 137 000 \| Agrinion Aktion Alexandreia Alexandroúpoli Andravida Áraxos Astypalée Athènes · E. Venizélos Céphalonie La Canée Chios Corfou Héraklion Icarie Ioannina Kalamata Kalymnos Karpathos Kassos Kastellórizo Kastoria Kavala Cythère Kos Kotroni Kozani Larissa Lemnos Leros Milos Mykonos Mytilène Naxos Néa Anchíalos Paros Rhodes Maritsa Samos Santorin Sitía Skiathos Skyros Sparte Syros Tanagra Tatoi Thessalonique Tripoli Tympaki Zante Kastélli |
| 50 km1:6 137 000 |

Il y a donc des séismes réguliers et des dizaines de secousses, mineures ou non, se produisent chaque année. En 1953, un violent séisme a détruit presque toutes les habitations de l'île n'épargnant que quelques villages dans le nord.
Céphalonie est réputée pour ses gouffres : parmi les formations naturelles remarquables, on notera les katavóthres ainsi que la grotte de Melissani et celle de Drogarati.
La montagne la plus haute de l'île est le mont Ainos, avec une altitude de 1 628 m, qui forme une « épine dorsale » du sud-est au nord-ouest de l'île, dans la continuation de la chaîne montagneuse du Pinde que se partagent l'Albanie et la Grèce. On y trouve des chevaux devenus sauvages et plusieurs espèces endémiques parmi lesquelles plusieurs variétés d'orchidées, la violette de Céphalonie (Viola cephalonica), la saponaire de l'Ainos (Saponaria aenesia), la Scutellaria rubicunda cephalonica, une sous-espèce de la bugle du levant (Ajuga orientalis aenesia) et une espèce d'arbre endémique, le sapin de Céphalonie (Abies Cephalonica). Le parc national du mont Ainos a été créé en 1962 dans le but spécifique de protéger ces espèces.

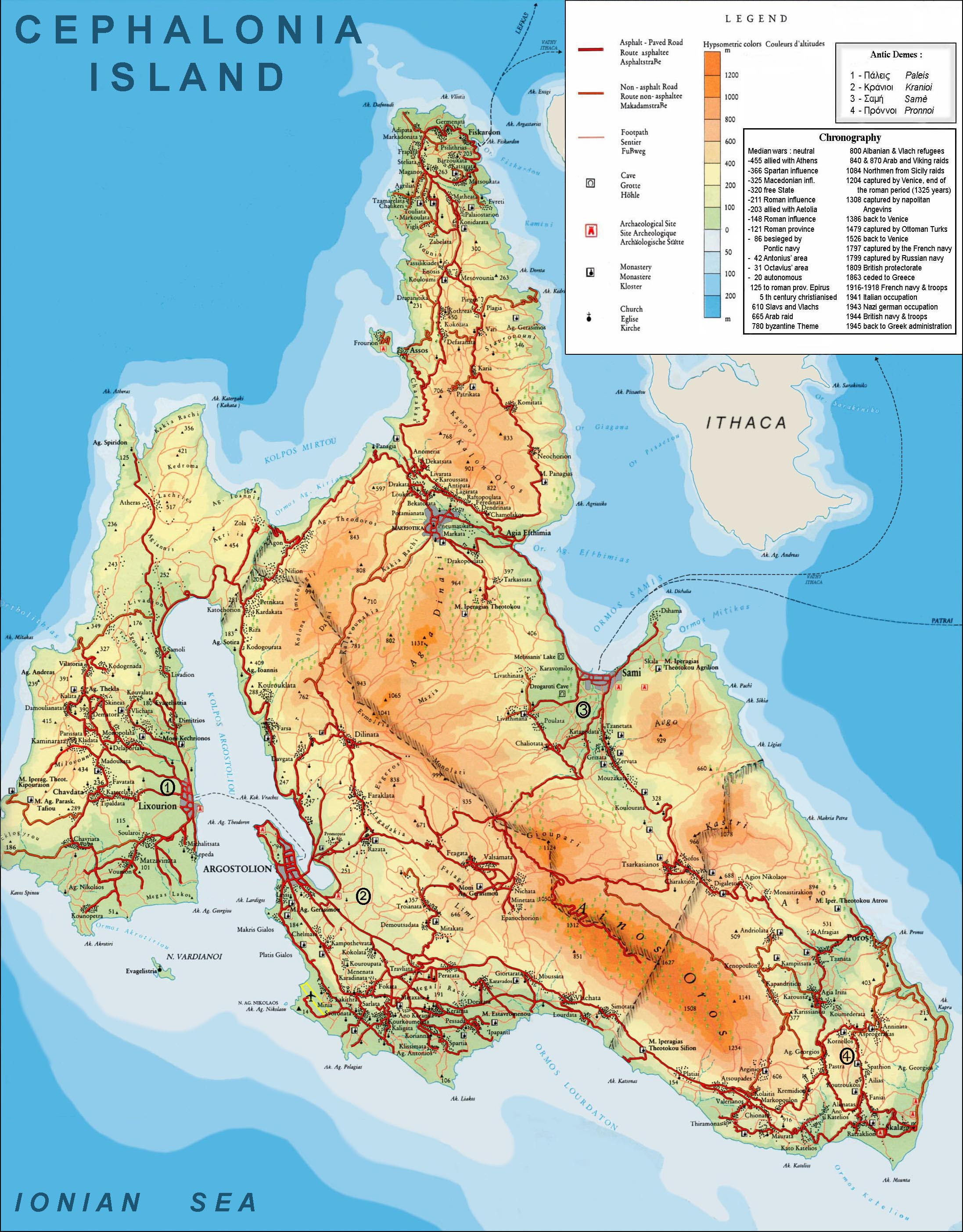
Carte topographique de Céphalonie.

Dans l'Antiquité, les forêts denses du mont Ainos ont fourni la matière première pour la construction de bateaux. Les anciens utilisaient le sapin pour la construction de trirèmes, galères à trois rangées de rameurs, car son bois est léger. Ulysse aurait construit ses bateaux en sapin de l'Ainos. Au Moyen Âge, la déforestation du mont Ainos par les Vénitiens a provoqué un accroissement de l'érosion et la multiplication des feux de forêt. En 1501, la colonie vénitienne employait, pour ses chantiers navals, deux cents bûcherons et charpentiers et des ouvriers pour la gravure sur bois. Au XVIe siècle, un grand feu a fait disparaître les deux tiers de la forêt. En 1797, la forêt a brûlé pendant des semaines et l'incendie en a détruit plus de la moitié.
Les feux de forêt sont également devenus fréquents dans les années 1990 et au début des années 2000, et constituent toujours une menace majeure pour la population. Les professions agricoles traditionnelles sont l'élevage extensif et l'oléiculture, le reste étant composé principalement de céréaliers et d'horticulteurs. Les cultures de légumes se concentrent dans les plaines, qui couvrent moins de 15 % de l'île. Moins d'un quart des terres de l'île sont arables : le relief accidenté et montagneux convient surtout aux chèvres. La viticulture produit depuis l'antiquité des vins rouges et blancs sur le plateau de la commune d'Omala, situé à 700 mètres d'altitude, dont un cépage blanc réputé, le Robola. Jusque dans les années 1970, la plupart des Céphaloniens vivaient dans des zones rurales, alors qu'au XXIe siècle la population urbaine, à Argostóli, Lixoúri, Makriotika et Sami, représente les deux tiers de la population.

## Municipalités
Avant la réforme Kallikratis de 2010 l'île regroupait 7 des 8 municipalités du département :
- Argostóli
- Élios-Prónni
- Érisos
- Livathó
- Lixouri ou dème de Palikí
- Pýlaros
- Sami
- Omalá

La réforme de 2010 a regroupé toutes les municipalités de l'île en une seule municipalité siégeant à Argostóli.
Une nouvelle réforme qui a pris effet en septembre 2019 a divisé l'île en 3 municipalités siégeant à Argostóli, Lixouri et Sami.

## Histoire

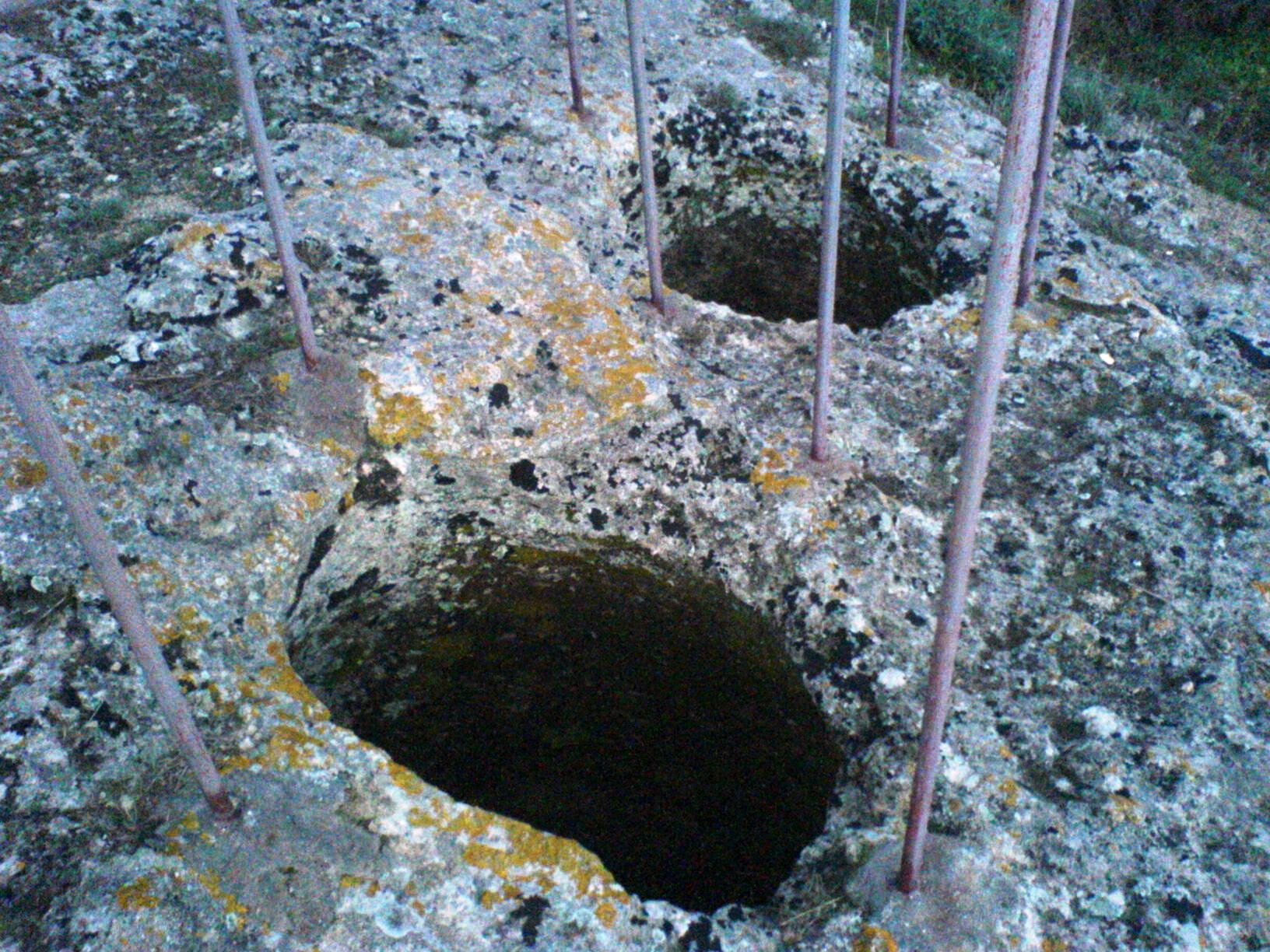
Chambre mortuaire à Lakithra.

### Préhistoire
Du mobilier lithique préhistorique a été trouvé à Fiskardo, au cap Mouda (Μούντα), à Skala et à Poros (en) : haches, couteaux, pointes, grattoirs ou poinçons.[réf. nécessaire]
Runnels (2014) affirme que les artéfacts de Fiskardo ont été datés du Paléolithique et seraient âgés de 50 000 ans,.
Phoca-Cosmetatou & Rabett (2014) rappellent qu'en réalité, au moins jusqu'en 2014 aucun mobilier paléolithique trouvé dans quelque île méditerranéenne que ce soit, n'a été associé à un contexte archéologique sûr et directement daté.
La grotte Drakaina à Poros (en) est du Néolithique. L'agglomération d'Arginia et les fosses de Mousata sont datées du Néolithique final. Les vestiges de l'agglomération et les tombes en pot à Sami sont datés du début de l'helladique. Il y a aussi le groupe des tombes à ciste du Moyen Hellade à Kokoláta (Κοκολάτα, près de Kerameies (en) entre Argostoli et Peratata) et les cimetières mycéniens de sépultures en chambres dans les provinces de Paliki et de Kranái

### Antiquité
Aucun vestige de l'âge du bronze n'existe à Céphalonie, mais l'époque mycénienne est, elle, très bien représentée[réf. nécessaire] (sites de Mazarakata,, de Metaxata et de Lakithra). Céphalonie est mentionnée dans l'Iliade et l'Odyssée d'Homère, qui l'appelle Samé, nom du principal site mycénien. C'est une période d'apogée, avec des relations commerciales jusqu'en Crète et dans les Cyclades. Ces relations prennent fin à peu près au moment de l'éruption de Santorin. Elles se rétablissent deux siècles plus tard. On dispose de très peu d'informations concernant la période allant de l'arrivée des Doriens (IXe siècle av. J.-C.) au VIIe siècle av. J.-C.. Céphalonie semble pratiquement renaître au VIe siècle av. J.-C., avec l'arrivée des Corinthiens et des Eubéens. L'île devient alors une étape commerciale sur la route de l'Italie hellénique.[réf. nécessaire]

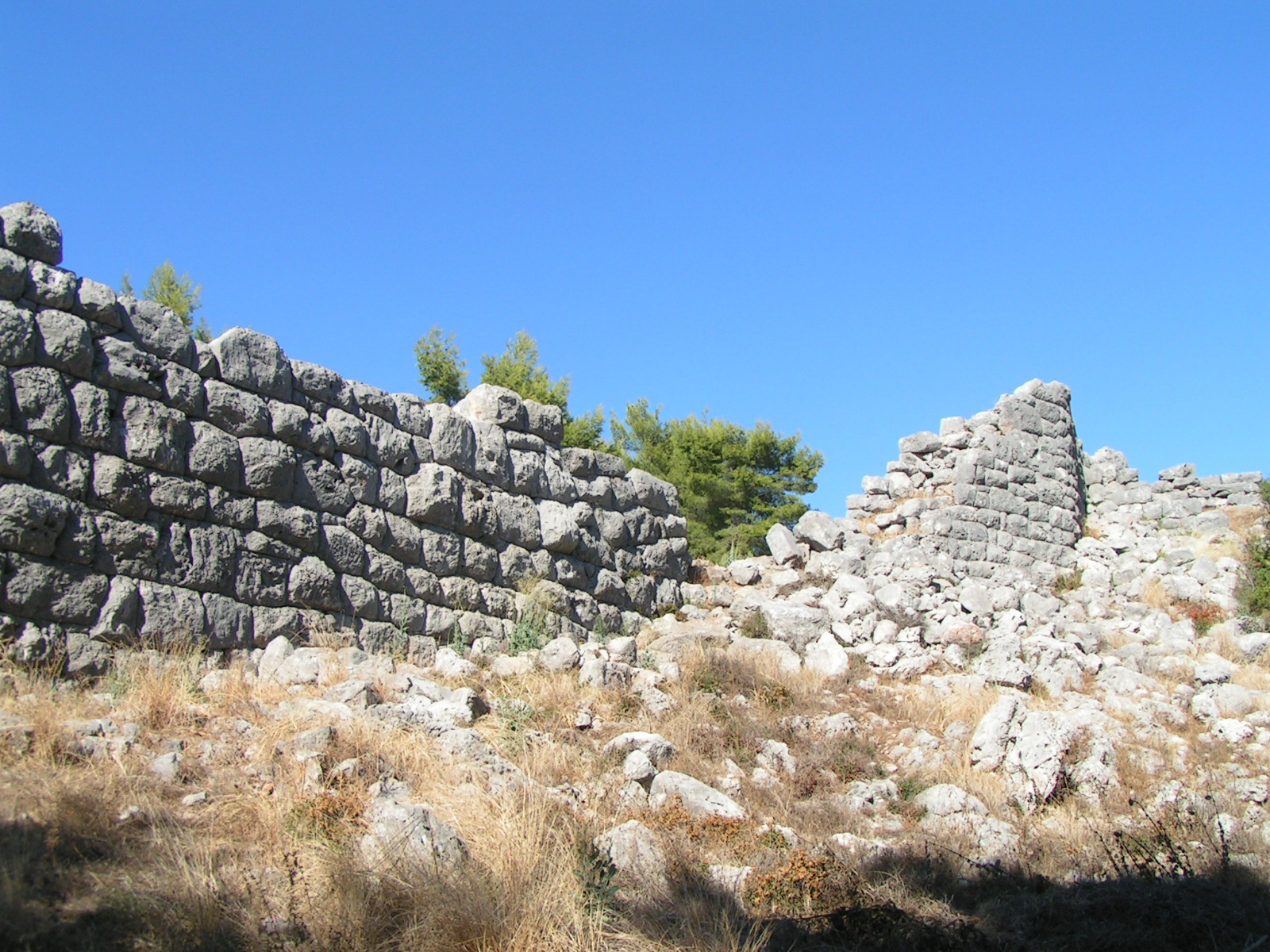
Partie du mur qui protégeait l'ancienne citadelle de Sami.

Hérodote au Ve siècle av. J.-C. désigne l'île sous le nom de Képhallènia (Céphallénie) et évoque les habitants de la cité de Paléis (actuelle Lixouri). Thucydide au Ve siècle av. J.-C. qualifie l'île de tétrapole , en raison des quatre cités de Paléis, Samé, Kranioi et Prônies, qui ont prospéré durant la période mycénienne. Ces cités sont autonomes, elles frappent monnaie et participent à différentes coalitions ; les habitants de Céphalonie peuvent être alliés tantôt à Corinthe, tantôt à Sparte ou à Athènes. La plus importante des cités est Samé, sur la côte est de l'île. Paléis est située sur la péninsule ouest (Lixoúri, à l'emplacement de Palaiokastro), Kranioi (ou Krani) est située près de la lagune de Koútavos (el) à Argostóli, et Pronnoi (Prônies) dans le sud-est de l'île.
Lors de la guerre du Péloponnèse, Céphalonie s'allie à Corinthe contre Corfou, puis l'île passe successivement sous domination athénienne, puis romaine (à partir de 187 avant notre ère). Durant la période romaine, l'histoire de Céphalonie est indissociable de celle des pirates : à chaque période de sécheresse, de mauvaises récoltes et de mauvaise pêche, les Céphaloniens deviennent eux-mêmes pirates ; à d'autres moments, ils sont la cible d'attaques venues d'ailleurs. Au Ier siècle, le sénateur romain Publius Aelius Hadrianus Afer offre l'île en cadeau à Athènes.

### Sous les empires byzantin et latin
Lors du partage de l'Empire romain en 395, Céphalonie échoit à l'Empire d'Orient, dit byzantin, auquel elle reste rattachée jusqu'en 982. Durant cette période, les Céphalonites sont christianisés, mais l'île subit plusieurs invasions (Goths, Slaves, Sarrasins) et assimile aussi des Albanais et des Aroumains fuyant les invasions et venus du continent. Au Xe siècle, Constantin VII Porphyrogénète indique que l'île fait partie du thème de Céphalonie, qui a été créé par l'empereur byzantin Léon VI le Sage.
Elle est disputée aux XIe siècle et XIIe siècles entre les Normands d'Italie, les Grecs, les Vénitiens et les Pisans. Le Normand Robert de Hauteville, surnommé Robert Guiscard, y meurt de dysenterie le 17 juillet 1085 au large de la baie d'Athéras alors qu'il essayait de conquérir l'île. Son fils Bohémond de Hauteville réussit cette conquête et donne le nom de Guiscard (aujourd'hui Fiskardo) au village de Panormos, en l'honneur de son père. En 1103 et 1125, les croisés attaquent l'île. Les Vénitiens alliés aux Génois s'emparent du principal château de Céphalonie.
L'île est brièvement occupée par les Normands de Sicile en 1147 puis reconquise par l'empereur byzantin Manuel Ier Comnène allié aux Vénitiens.
En 1185, le roi de Sicile Guillaume II de Sicile conquiert Céphalonie et la cède à l'amiral Margaritus de Brindisi, en le nommant comte Palatin de Céphalonie et Zante. En 1194 Margaritus de Brindisi est remplacé par Matteo Orsini, son petit-fils par une de ses filles.
Lors du partage de l'empire byzantin au cours de la quatrième croisade, l'île est attribuée à Venise ; cependant elle reste aux mains de Matteo Orsini, qui se reconnait toutefois vassal à la fois de Venise, du Saint-Siège et de la principauté d'Achaïe. La famille Orsini règne sur l'île jusqu'en 1324, puis est remplacée par la famille Tocco qui gouverne jusqu'en 1479.

### Entre Ottomans, Vénitiens et Français

Drapeau de la République des Sept-Îles.

L'île est conquise en 1479 par les Turcs avec à leur tête Gedik Ahmed Pasha. Venise la reprend en 1500 en violant le traité reconnaissant la domination turque sur Céphalonie, et achève la conquête du Château Saint-Georges (en) le 24 décembre. En 1537 le sultan Soliman le Magnifique déclare la guerre à Venise, et un an plus tard, Barberousse, amiral des forces navales de Soliman, attaque Céphalonie, causant de graves dommages et asservissant 13 000 Céphalonites. Les incursions des pirates ottomans dureront à partir de cette date pendant plus de deux siècles. C'est pourquoi les villages n'étaient pas situés sur la côte, mais en hauteur, dans les montagnes… comme dans beaucoup d'autres îles méditerranéennes. À cette époque, de nombreuses familles nobles byzantines en exil s'installent à Céphalonie, comme les Phokas, les Carantinos ou les Metaxas.
Venise conserve l'île jusqu'à sa défaite face aux troupes françaises de Napoléon Bonaparte, en 1797. Le 28 juin 1797, les Français occupent Céphalonie. Le Général Bonaparte promet la libération des îles Ioniennes. Le livre contenant les noms et les privilèges de la noblesse, le « Libro d'Oro » vénitien, est brûlé sur la place centrale d'Argostóli. La possession française des îles Ioniennes est officialisée par le Traité de Campo-Formio le 17 octobre 1797. Les îles Ioniennes deviennent des départements, partie intégrante de l'État Français le 1er novembre 1797.
L'année suivante, une flotte alliée des Russes et des Turcs commandée par Fiodor Ouchakov conquiert les îles Ioniennes (voir Siège de Corfou (1798-1799)). Le 21 mars 1800, à Constantinople, la République des Sept-Îles est fondée sous la souveraineté nominale du sultan, mais reste occupée par la flotte russe. En contrepartie de leur soutien à ce traité, les riches seigneurs de Céphalonie obtiennent des privilèges exclusifs pour gouverner. Un mécontentement général contre le retour des privilèges conduit à des insurrections dans toutes les îles Ioniennes, qui sont violemment réprimées. La République des Sept-Îles est reconnue par la France par la paix d'Amiens en 1801. Le 18 vendémiaire An X (10 octobre 1801), Charles-Maurice de Talleyrand-Périgord pour la France et le comte Arkady Markoff pour la Russie, concluent une convention secrète par laquelle les deux pays reconnaissent et garantissent l'indépendance et la constitution de la République des Sept-Îles, et conviennent qu'il n'y aura plus de troupes étrangères dans ces îles.
En 1802, à la demande des Céphaloniotes, des élections ont lieu dans l'île et le 23 décembre 1803, les représentants démocratiquement élus sont chargés de la création d'une nouvelle constitution qui établira la « démocratie des îles Ioniennes ». Ioánnis Kapodístrias, qui deviendra plus tard le premier chef de l'État grec indépendant, est ministre de la République des Sept-Îles entre 1803 et 1807. En 1807, avec le traité de Tilsit, les îles Ioniennes passent à nouveau sous domination française sous le commandement du général César Berthier, nommé gouverneur. Avec quelques changements, la « République des Sept-Îles » est maintenue. Les habitants espèrent une vie paisible, mais cet espoir s'évanouit rapidement car en 1809 les Anglais occupent les îles, à l'exception de Corfou vigoureusement défendue par le général François-Xavier Donzelot jusqu'en 1814. Le Suisse Charles-Philippe de Bosset (en) devient alors gouverneur de Céphalonie pour le compte des Anglais entre 1810 et 1813. Le pont qu'il fait construire entre Argostóli et le village de Drapano (en), de l'autre côté de la lagune de Koutavos (el), porte toujours le nom de Pont de Bosset.
Lorsque le Traité de Paris (1814), qui met fin au Premier Empire, place les îles Ioniennes sous protectorat britannique, elles prennent le nom de « États-Unis des Îles Ioniennes ». Une nouvelle constitution, qui donne la réalité du pouvoir au Haut-Commissaire britannique, est promulguée le 28 décembre 1817, et conduit à de nouvelles insurrections des Céphaloniotes.

### De la guerre d'indépendance à 1864
Bien que l'île soit restée sous la domination anglaise, les Céphalonites ont activement participé à la guerre d'indépendance grecque de 1821 contre la domination turque. Constantinos et Andreas Metaxas, Gerasimos et Dionyssios Fokas, Demétrios Hoidas, Gerasimos Orfanos et Loukas Valsamakis étaient parmi les combattants de la liberté de Céphalonie.
Durant la guerre d'indépendance grecque (1821-1830) Lord Byron a séjourné dans le village de Metaxata (à 9 kilomètres d'Argostóli), et y a écrit la majeure partie de son Don Juan. L'île restera sous protectorat britannique jusqu'à sa cession à la Grèce en 1864.
D'après Jean-Baptiste Bory de Saint-Vincent (Histoire et description des îles Ioniennes, 1823), l'île était divisée en 19 municipalités. Dans chacune d'elles il y avait plusieurs hameaux ou villages qui conservent parfois les noms des familles italianisées qui y ont habité. Souvent un hameau n'a que trois maisons, les villages peuvent en avoir plus de vingt. Ces municipalités sont : Pedemonte, Coronas, Potamiana, Livathos, Racli, Mailta, Cossimia, Pyrghi, Talamies, Paties, Samo, Pattachi, Leo, Pilaro, Atterra, Scala, Erisso, Valta, Tinea...
Le 14 septembre 1848, à la demande des Céphalonites, le haut-commissaire Seaton accorde au peuple des privilèges importants. Le commissaire suivant, George Eward, voulait démocratiser encore plus la Constitution, mais en a été empêché par les conservateurs. Une nouvelle série d'insurrections forcent la reine Victoria à annoncer des élections pour 1850, après quoi le premier Parlement sera établi. La vie de ce parlement sera très courte, puisqu'il a été dissous lors de l'union des îles Ioniennes à la Grèce : les députés ioniens sont dès lors allés siéger au parlement grec d'Athènes. Les soulèvements des Grecs ont conduit à une crise politique en Grande-Bretagne concernant la Grèce, forçant l'Empire britannique à renoncer à son protectorat sur les îles Ioniennes. Le 23 septembre 1863, le Parlement ionien a voté en faveur de l'union avec le reste de la Grèce. Le 21 mai 1864, Thrasivoulos Zaimis a reçu officiellement les îles Ioniennes des mains d'Henry Storcks.

### XXesiècle
Pendant la Seconde Guerre mondiale, Céphalonie a été occupée par les Italiens à partir de 1941. La population de Céphalonie a participé activement à la résistance et a lutté pour la libération du pays tout au long de la Seconde Guerre mondiale. En septembre 1943, après la chute de Mussolini, les garnisons italiennes et allemandes en poste sur l'île s'affrontent. Les Allemands avec à leur tête les SS de la division Prinz Eugen, vainqueurs, massacrent une bonne partie des prisonniers (Massacre de Céphalonie), entre 1650 et 1900 des 9 000 membres de la division Acqui. Les forces d'occupation allemandes ont finalement évacué l'île le 10 septembre 1944. Non loin d'Argostóli, un mémorial a été érigé en 1978 pour rendre hommage à ces soldats italiens massacrés.
L'île a été presque complètement détruite par les violents séismes du 9 au 12 août 1953. Seul Fiscardo, un village à l'extrême nord, n'a pas été détruit. Il possède donc encore beaucoup d'édifices du XVIIe siècle.
L'aide internationale a été très importante, que ce soit pour porter les premiers secours, ou même ensuite pour aider à la reconstruction ; cette aide est venue en particulier des États-Unis, de la Grande-Bretagne, de la France, de la Suède et de la Norvège. Par exemple le village d'Assos possède une place nommée place des Parisiens, sur laquelle se trouve une plaque indiquant que les habitants d'Assos remercient la ville de Paris pour l'aide apportée à la reconstruction du village.
L'île a connu une émigration importante et de nombreux Céphalonites se sont installés aux États-Unis, au Canada ou en Australie. Aujourd'hui encore de nombreuses maisons de l'île appartiennent à des émigrés qui ont fait leur vie ailleurs et qui reviennent pendant les vacances d'été retrouver leur famille restée sur l'île. L'île connaîtra des difficultés économiques et financières qui ne prendront fin qu'avec le développement du tourisme. Toutefois, l'île est restée sauvage contrairement à d'autres îles comme Corfou. Ceci constitue une chance de nos jours, car on trouve à Céphalonie une authenticité et des territoires vierges que recherchent de nombreux touristes et qui n'existent souvent plus ailleurs.

### XXIesiècle
Le 26 janvier 2014 et le 3 février 2014, deux séismes de magnitude 5,8 et 6,1 ont endommagé quelques constructions dans la péninsule de Paliki (vers Lixouri), ainsi que le port de Lixouri,,.

## Lieux

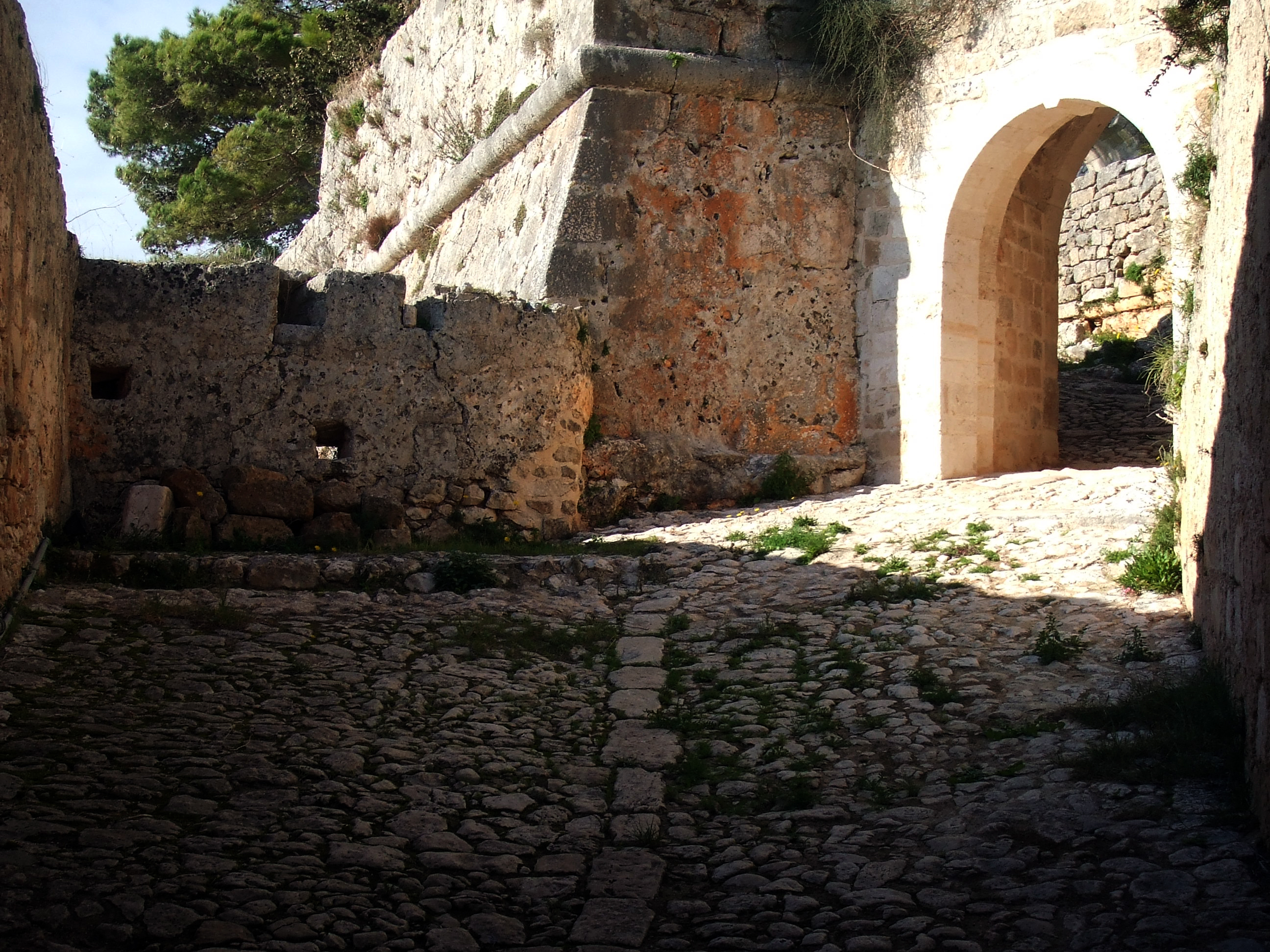
Château de Saint-Georges au sud d'Argostóli.

### La citadelle de Sami
Cette citadelle protégeait la cité durant l'Antiquité. Elle date de l'époque mycénienne, première des cinq périodes de l'histoire de la Grèce antique. 

### La forteresse Saint-Georges
La forteresse Saint-Georges se trouve sur une colline à 320 m d'altitude à environ 10 km au sud-est d'Argostóli, au-dessus du village de Peratata. Ce château, d'origine byzantine, fut le siège des comtes palatins à partir du XIIIe siècle, puis il a été restauré par les Turcs et reconstruit par les Vénitiens au début du XVIe siècle. Il fut achevé en 1545.
Ses murs d'enceinte forment un polygone asymétrique qui mesure 620 m, la forteresse couvre une superficie de 16 000 m2 à une altitude de 320 m, elle est percée par une unique porte voûtée et est équipée de trois bastions pour sa défense, l'un faisant face à Argostóli, un autre donnant sur la mer et le troisième en face du village.
La forteresse fut autrefois la capitale de l'île et aurait compté jusqu'à 15 000 habitants. Un souterrain long de 7 km permettait de sortir de la forteresse pour rejoindre la mer en cas d'invasion.
Le château fut reconstruit après le séisme de 1636 mais a été abandonné en 1757 au profit d'Argostóli.

### Assos

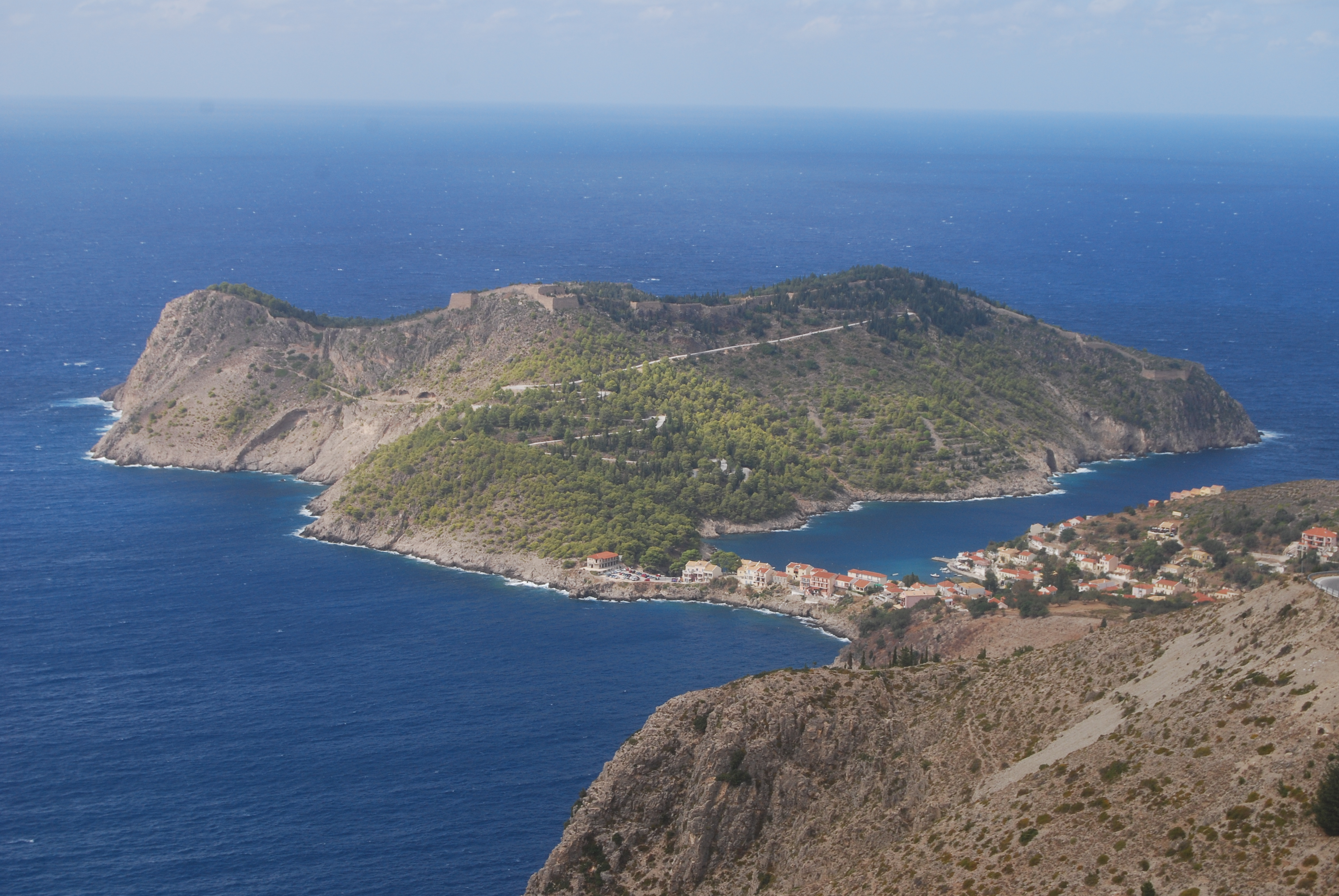
Assos.

En 1584 les habitants de l'île ont envoyé des pétitions au Sénat de Venise pour réclamer la construction d'une nouvelle forteresse, la forteresse Saint-Georges ne pouvant suffire à protéger la totalité des habitants de l'île. Cette demande coïncidait avec des plans ambitieux de protection des territoires de l'Est par Venise. La construction de la forteresse d'Assos a commencé en 1593 sous la supervision d'Ambroise Cornelius, comme l'indique l'inscription à l'extérieur de la porte principale d'accès. Cette forteresse est le plus grand château de l'île et un des plus grands de Grèce avec ses 2 000 m de murs d'enceinte qui suivent le relief du terrain et forment un rectangle irrégulier renforcé par cinq bastions.
Assos, au pied de sa presqu'île, est resté un village près de son petit port qui pouvait recevoir quatre galères. Au sommet de la colline qui domine ce port de pêche s'élève une citadelle vénitienne. Les habitants de l'île proches de la forteresse étaient réticents à déménager à l'intérieur de la forteresse : bien que construite sur une presqu'île imprenable, sa position rendait son approvisionnement facile à couper en cas d'invasion. La forteresse était le siège de la noblesse vénitienne et elle renfermait la cathédrale grecque de l'île. Elle a perdu de son importance lorsque Leucade est devenue une possession vénitienne en 1684. L'administration de la région a cependant été maintenue à Assos jusqu'à la fin de la possession vénitienne en 1797. Après la Seconde Guerre mondiale et jusqu'en 1953, la forteresse a été utilisée comme une prison agricole et recevait les prisonniers politiques qui façonnaient des terrasses pour les vignobles et les cultures de céréales. Les derniers habitants ont vécu dans les murs du château jusqu'à la fin des années soixante.
Aujourd'hui, la forteresse en ruines ne laisse rien entrevoir de son ancienne grandeur. Le visiteur peut voir les murs d'enceinte et la résidence de l'intendant de Venise. Des parties de la caserne sont également conservées ainsi que l'église Saint-Marc.
La forme du dôme de l'entrée du château a été conservée en bon état. La forteresse possédait à l'origine quatre portes. Les deux plus grandes sont encore debout et deux plus petites sont en ruines. Le Lion de Venise est visible sur la voûte de la porte d'entrée. Elle était le siège d'une prison vénitienne, construite en forme de dôme avec une porte et de nombreuses petites fenêtres pour les condamnés. Les visiteurs peuvent aujourd'hui voir les vestiges de la cour de la prison et les cellules qui sont encore intactes dans le centre de la forteresse. La prison a été utilisée par les Allemands pendant la Seconde Guerre mondiale.
Il reste quelques ruines de la caserne et de son église voisine appelée « l'église française ». Dans l'enceinte, vers la gauche après être entré par la porte du château, se trouvent les restes de l'église catholique Saint-Marc, construite en 1604. Il ne s'agissait que d'une église catholique parmi d'autres comme celles de Saint-Jean et Sainte-Marie, pour lesquelles il ne reste plus rien de visible. Une église est encore visible qui a été construite en 1888 sur les ruines d'une autre église plus petite. Le séisme de 1953 a détruit le clocher. Autour de l'église on peut voir les ruines d'un bâtiment vénitien nommé la Chambre Gentilini, d'après le nom de son propriétaire.

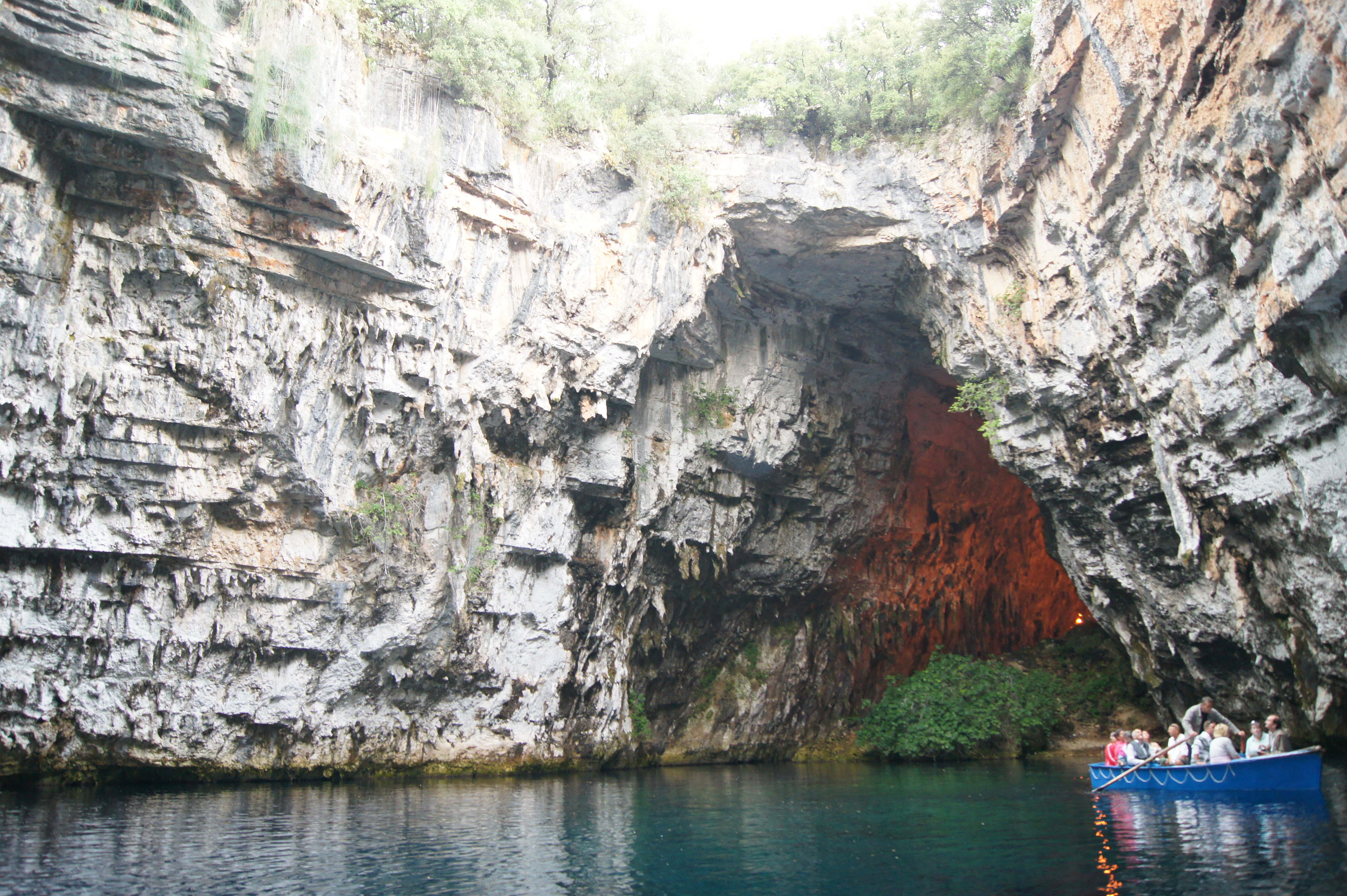
Le lac souterrain de Melissani, près de Sami.

### Le lac souterrain de Melissani
À trois kilomètres au nord de Sami, se trouve un lac souterrain profond de 39 m, qui se visite en barque. Ses eaux communiquent par des galeries avec des gouffres situés à 15 km de là, de l'autre côté de l'île. La voûte en partie écroulée permet au ciel de se refléter dans l'eau dont la couleur change avec la position du soleil.

### Les katavóthres
Ces gouffres se trouvent à l'extrémité nord d'Argostóli, à la pointe du cap qui s'avance dans le golfe du même nom. Ils sont désignés par un nom qui en grec (καταβόθρες) désigne littéralement des trous qui engloutissent ; ils sont aussi appelés les « moulins de la mer », car ils aspirent d'une étrange manière les eaux de la mer.
Très longtemps les scientifiques se sont demandé où allait cette eau. Les hydrogéologues autrichiens J. Zoetl et V. Maurin ont versé le 26 février 1963 dans les katavóthres 140 kg d'uranine, un très fort colorant vert, et ont découvert que l'eau qui s'engouffre dans la roche près d'Argostóli, reparaît quatorze jours plus tard près de Sami de l'autre côté de l'île, en traversant le lac souterrain de Melissani, pour finir sa course en mer dans le village de Karavomilos. Le phénomène est sans équivalent et les tentatives d'explication scientifique ont donné lieu à de nombreuses hypothèses dans le passé.
D'après la loi des vases communicants, les niveaux d'eau dans des tubes qui sont connectés sont identiques, quels que soient leur forme et leur diamètre, ou le nombre de tubes. Mais deux autres lois viennent la contredire.
Léonard de Vinci a présenté la loi de l'équilibre de deux liquides de densité différente dans la communication de tubes. L'eau salée est plus dense que l'eau douce, et l'eau saumâtre est entre les deux. Si on remplit un tube en U avec de l'eau salée d'un côté et de l'eau douce de l'autre – à niveau égal pour chaque branche du tube en U –, le niveau de l'eau salée est plus bas que le niveau de l'eau douce. Si on enlève un peu d'eau dans un des tubes, le niveau de l'eau redescend des deux côtés.
Le système de grottes des katavóthres contient de l'eau salée à Argostóli qui se charge d'eau douce en passant sous la montagne, et c'est de l'eau saumâtre qu'on retrouve à Sami ; de sorte que le niveau d'eau est en dessous du niveau de la mer à Argostóli, et au-dessus du niveau de la mer à Sami. La différence est d'environ un mètre. Comme l'eau s'engouffre dans le système à Argostóli, elle permettrait de combler l'ensemble du système d'eau salée jusqu'à ce que le côté atteigne le niveau de la mer. Cela n'arrive pas, car une source se forme du côté de Sami. Lorsque le niveau d'eau dans le système augmente, le niveau d'eau de la source augmente, l'eau saumâtre se jette dans la mer. Comme le niveau d'eau à Sami ne peut s'élever au-dessus du niveau de la source, le niveau d'eau à Argostóli reste également en dessous du niveau de la mer, l'eau de mer continuant donc à s'engouffrer. L'eau saumâtre est continuellement retirée du système à Karavomilos, et elle est remplacée par de l'eau salée à Argostóli,.

### La grotte de Drogarati

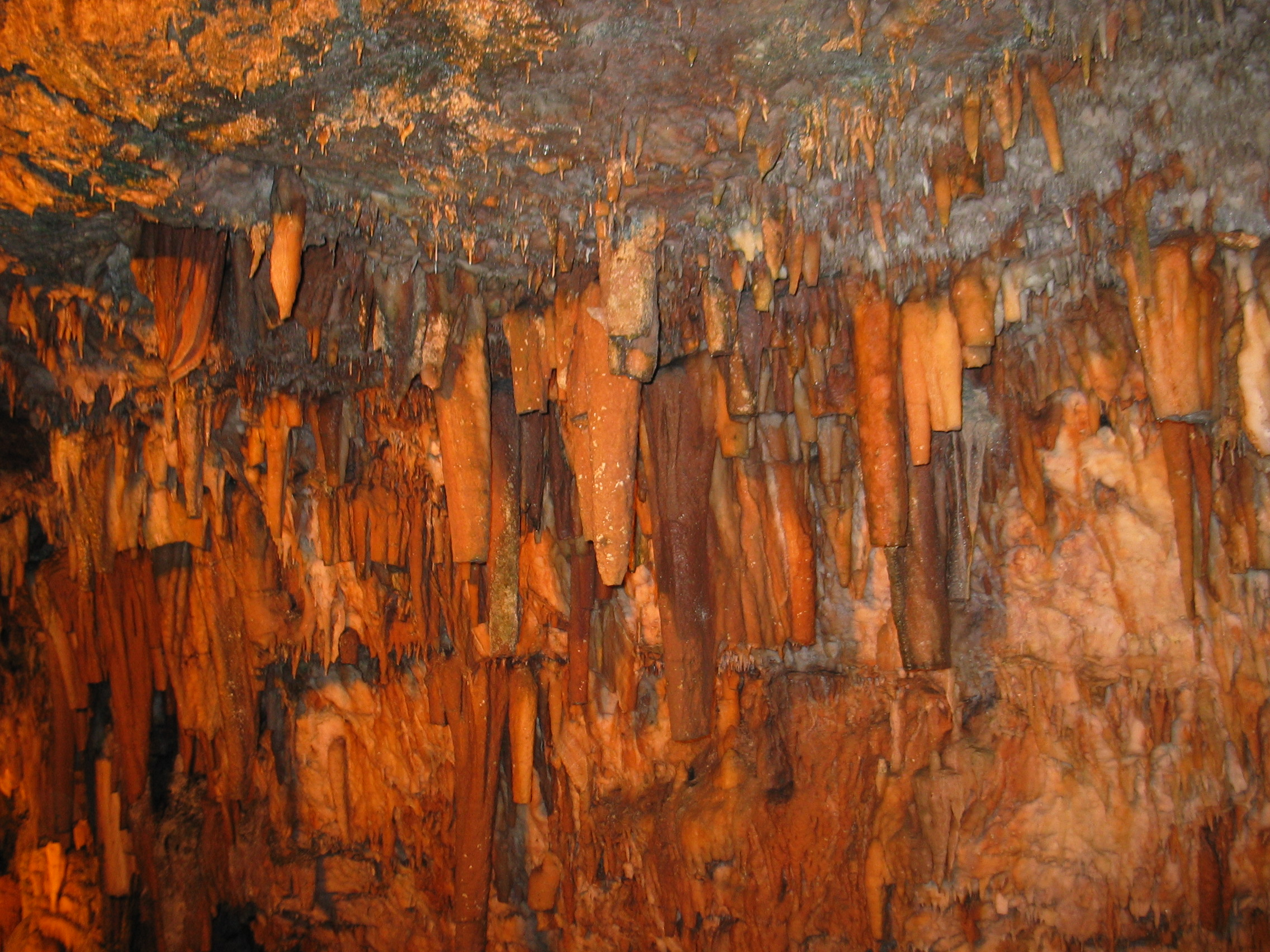
Grotte de Drongarati.

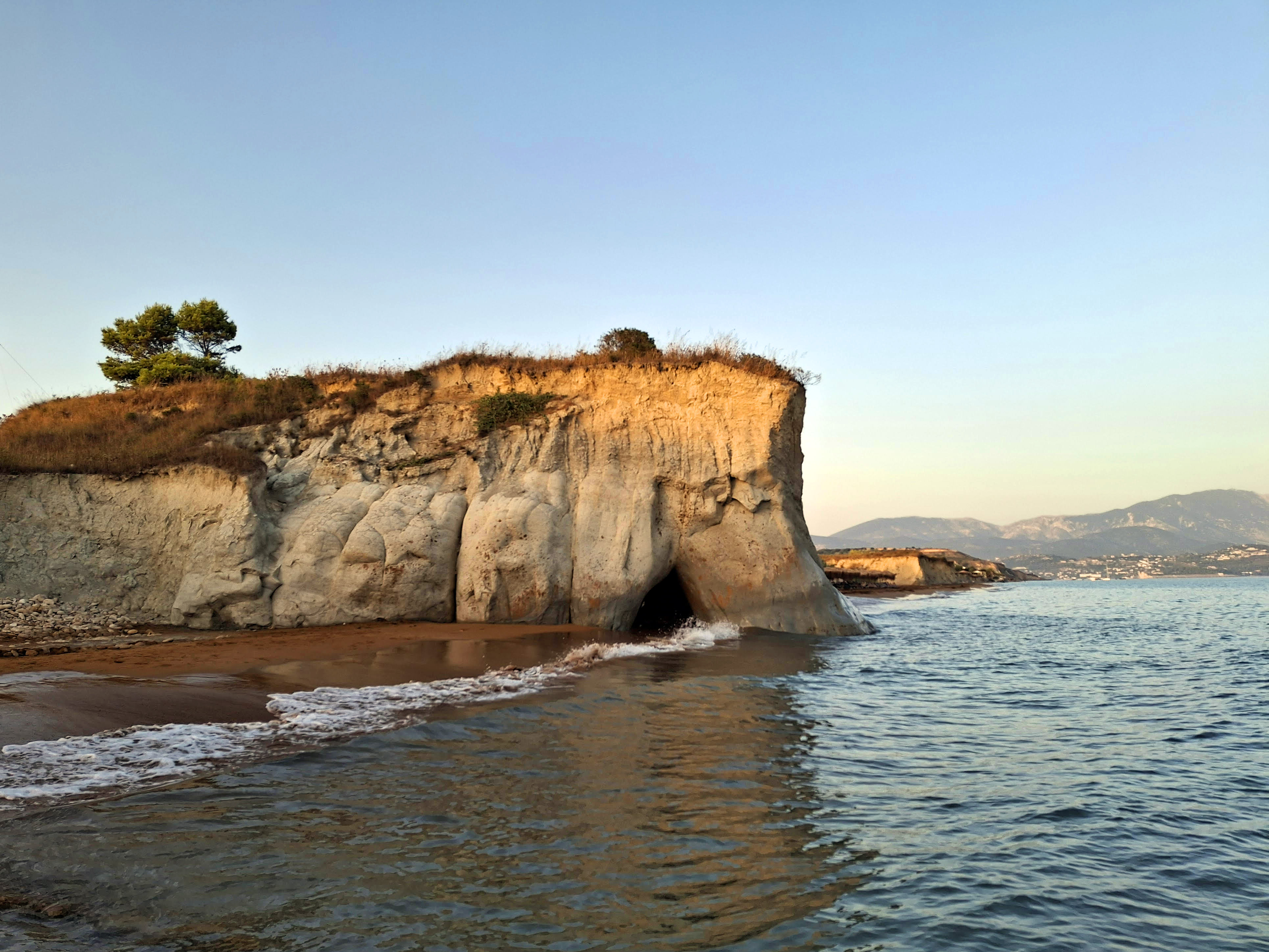
La plage Xi au sud de Lixouri

Cette grotte se situe à 4 km au sud-ouest de Sami, petite ville sur la côte est et principal port de Céphalonie pour le trafic maritime.
Elle a été découverte en 1827 par un chien de berger alors que le berger faisait paître ses moutons, et elle est ouverte au public depuis 1963. Elle descend à une profondeur de 95 m, et le plafond est à 60 m sous le niveau du sol. Sa température est constante à 18 °C avec un taux d'humidité de 90 %.
Dimensions de la chambre principale : 65 m × 45 m pour une hauteur de 20 m. Elle est connue pour ses stalagmites bizarres. Elle possède une très bonne acoustique ; pour cette raison, des concerts y sont donnés pendant l'été. Certains prétendent que Maria Callas a chanté dans cette grotte.

### Le musée et la bibliothèque Korgialenios
C'est un petit musée des arts et des traditions populaires. On y trouve des costumes traditionnels, des outils, des ustensiles de la vie quotidienne, des objets artisanaux. Il possède une série de photographies prises avant et après le tremblement de terre de 1953.

### La villa romaine de Skala

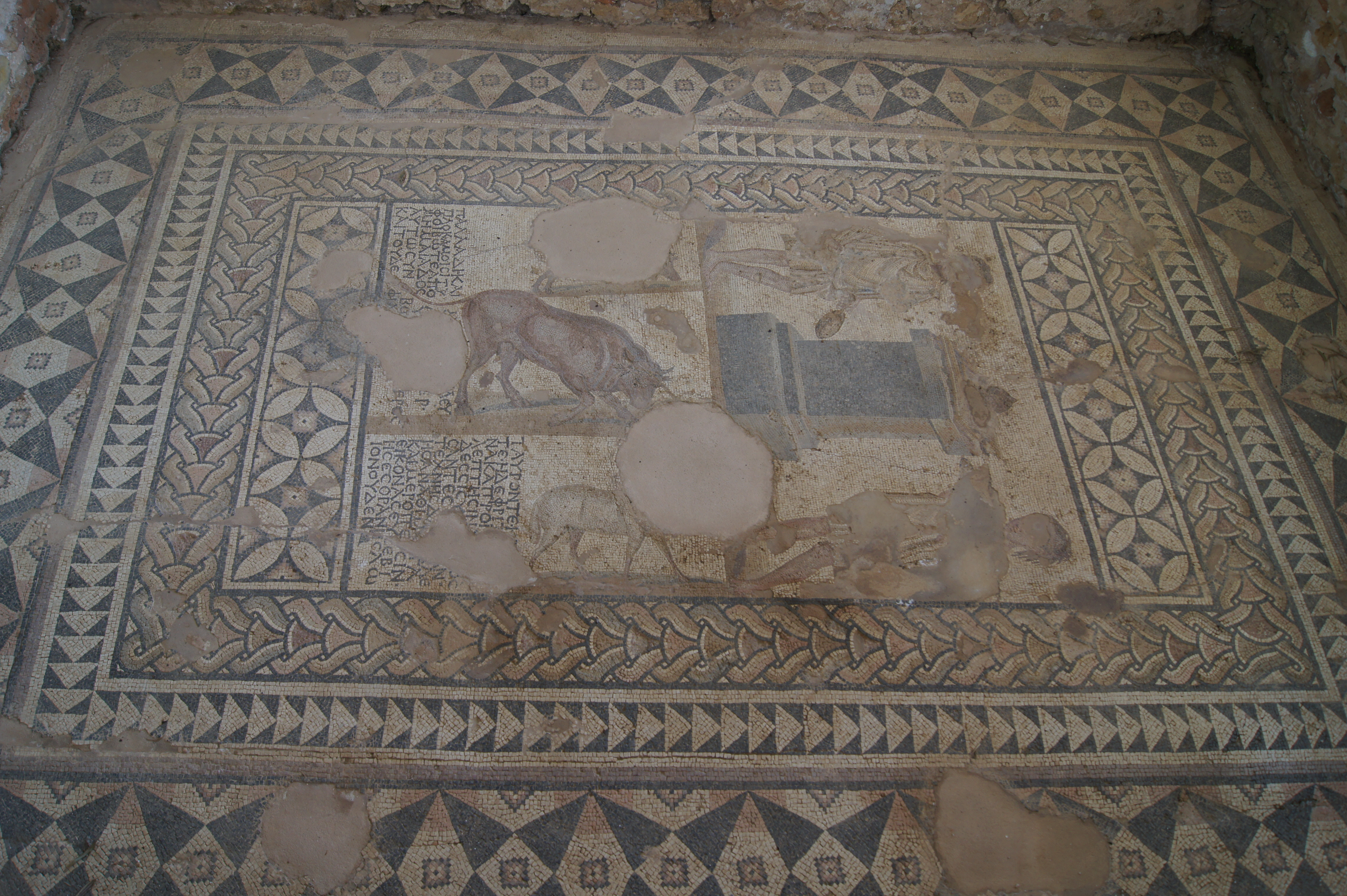
Mosaïques d'une villa romaine, à Skala. Deux jeunes gens de part et d'autre d'un autel s'apprêtent à un sacrifice.

À l'extrémité sud de l'île, près du cap Mouda, la ville de Skala abrite les restes d'une villa romaine découverte en 1957. De type villa rustica, elle a été construite au IIe siècle, puis a sans doute été détruite par un incendie au IVe siècle. Les murs séparant les différentes pièces et le sol couvert de mosaïques sont en très bon état de conservation, et permettent d'admirer, entre autres, de beaux motifs décoratifs et dans le vestibule, l'allégorie de l'Envie, dévorée par quatre bêtes féroces. Dans l'une des pièces, la mosaïque représente le rituel préparatoire d'un sacrifice.
La plaine de Livathos est remplie d'oliviers centenaires.

## Monastères
Monastère Saint-Gerasimos
Il est situé à l'est d'Argostóli, dans la vallée d'Omala qu'on appelle aussi la vallée des 40 puits.
Sa nouvelle église est la plus grande église de l'île. Elle a été construite après le séisme de 1953. Elle possède une iconostase en marbre sculpté monumentale. La dépouille du saint est conservée dans la petite église à l'intérieur du monastère.
À l'intérieur de cette ancienne église se trouve l'entrée de la grotte où le saint a vécu. L'accès à cette grotte se fait par un trou de petite taille qui, pour certains, fait l'objet de deux croyances : bien que le trou soit très étroit, même les personnes de forte taille parviennent à pénétrer dans la grotte (et à en sortir !) ; et on prétend que les âmes pures ne se salissent pas en visitant la grotte alors qu'il faut ramper sur la terre battue.
Les habitants de l'île honorent le saint-patron par deux processions annuelles. La première se déroule le 16 août, au lendemain de la date de sa mort, et la seconde le 20 octobre, date du transfert de sa dépouille dans l'église.
Durant son transfert on s'est aperçu que son corps n'était pas décomposé et qu'il sentait le parfum. Depuis lors, la relique reste intacte et parfumée et s'affiche dans une vitrine qui est incorporée à un larnax en argent placé sur le tombeau du saint.
Pendant ces deux processions annuelles la dépouille du saint est portée en procession. À son passage les croyants s'allongent afin que le saint passe au-dessus d'eux pour être bénis.
À l'origine seules les personnes atteintes de troubles mentaux s'allongeaient dans l'espoir d'être guéries car Gerasimos était un moine thaumaturge.
Des nombreux fidèles viennent sur l'île durant l'été afin de prier près de sa dépouille.[réf. nécessaire]
Monastère de Kipouria
Ce monastère, à Lixouri, a été construit sur un promontoire rocheux en haut d'une falaise. Il a été fondé en 1750 par l'archevêque de Paxi Chrysanthos Petropoulos ; il est dédié à l'Annonciation de la Vierge. Il est appelé monastère de Kipouria pour ses nombreux jardins permettant aux moines d'être auto-suffisants. Il possède également de jolis vignobles alentour.
En 1915, il a été bombardé lors d'un jour brumeux par un croiseur français qui a confondu le monastère avec la cheminée d'un navire ennemi.
Le monastère a également été détruit par le tremblement de terre de 1953. Au cours des quinze dernières années[Quand ?], les bâtiments ont été reconstruits par le seul moine qui vit au monastère.
À l'intérieur de l'église se trouvent de nombreuses icônes post-byzantines.
Parmi elles, l'icône de l'Annonciation, que les croyants considèrent miraculeuse.
La cour du monastère donne vue sur la plage de Platia Amos toute proche, désormais accessible par un escalier.
Les jours de fête du monastère sont le 25 mars et le 14 septembre.
La route conduisant au monastère est bien indiquée sous le nom de Kipouria ou Kipourion.[réf. nécessaire]
Monastère de Saint André de Milapidia
Le monastère fut fondé à l'époque byzantine sur la commune de Peratata près de Livathos. Il était à l'origine dédié à la vierge de Milapidia.
Le monastère a reçu en 1630 une importante somme d'argent de la princesse grecque Roxane, qui est ensuite devenue nonne sous le nom de Romila. Ce trésor a contribué à la reconstruction du monastère.
Un pensionnat pour jeunes filles a été fondé dans les années 1830-1835 par le couple Dixons.
Les autorités britanniques ont été en conflit avec les nonnes au début du XIXe siècle. En 1832, les fresques du monastère ont été recouvertes par les Britanniques en signe de colère contre l'attitude du monastère.
Les célébrations au couvent avaient lieu le vendredi après Pâques et le jour de la fête de saint André, c'est-à-dire le 30 novembre.
Le monastère a une église du XVIIe siècle, seul bâtiment ayant résisté au séisme de 1953. Ses murs de pierre portent des fragments de fresques dont certaines proviennent de l'église aujourd'hui disparue de Milapidia, avec une magnifique iconostase en bois du XVIIe siècle, divers objets liturgiques précieux ainsi que des icônes sur bois ou sur métal.
Un musée a été établi en 1988. Il renferme des objets datant du XIVe au XIXe siècle.
La nouvelle église conserve la relique du pied droit de [Saint-André].[réf. nécessaire]
Monastère de Sissia
Il se trouve près du village de Simotata. Il aurait été construit au XIIIe siècle par les Francs d'Assisi. Le nom de Sissia provient du mot Assisi. Certains prétendent qu'il porte ce nom parce qu'il aurait été créé par Saint-François d'Assise. Dans l'église du monastère sont conservées d'importantes icônes byzantines, particulièrement la Vierge de Sission peinte au XIIIe siècle, ainsi que la Vierge Akathistou peinte en 1700 par le célèbre hagiographe Stéphanos Tzagarolas.[réf. nécessaire]
Monastère de Koronato
C'est le couvent de la vierge Marie situé à 3 km de Lixouri.
Le monastère a été établi à la fin du XVe siècle et aurait été détruit par des séismes au siècle suivant. Il a ensuite été rénové et fonctionne encore aujourd'hui comme couvent pour femmes.
Une légende prétend que sa construction est due à un miracle de la Vierge. Un berger se trouvait à l'endroit du futur monastère. Soudain, un bélier s'est échappé du troupeau pour se rendre à la fontaine près d'un figuier. Le berger l'a suivi et a trouvé l'icône de la Vierge sur le figuier. Il l'a emportée chez lui mais l'icône est retournée seule à l'endroit où elle a été trouvée. Les habitants ont donc décidé de construire une église à cet endroit.[réf. nécessaire]
Monastère d'Agrilia
Situé à 535 m d'altitude, au sommet de la colline qui domine Sami, ce monastère est dédié à la Vierge Marie. Le nom d'Agrilia (en grec Αγριλιά) désigne des oliviers sauvages. La fondation de ce monastère est liée à la découverte de l'icône de la Vierge près de Sami. En 1722, deux bergers et une servante trouvent l'icône de la Vierge ; un peu plus tard, le monastère a été construit à l'endroit de la découverte. Après cette découverte ces trois personnes ont décidé de devenir moines et nonne. Saint Cosmas d'Étolie a prêché dans le monastère lors de son passage à Sami.[réf. nécessaire]
Monastère d'Atros
C'est le plus ancien monastère de l'île. Il a été construit au VIIIe siècle à une hauteur de 760 m près de Poros (en). Il a la forme d'une forteresse et est conservé dans un bon état bien qu'il ait souffert du séisme de 1953.[réf. nécessaire]
Monastère de Lamia ou monastère de la Vierge Marie
Il est dédié à la Vierge Marie. Ce monastère construit en 1690 se situe près du village de Dilinata. Il possède une superbe icône de la naissance de la Vierge Marie.
Monastère d'Estravromenos
Il est nommé le couvent de la Crucifixion car il est dédié à l'Exaltation de la Sainte-Croix et se trouve à Pessada.
L'icône principale est installée dans l'église de l'Évanguelistria à Pessada. L'église Saint Jean Chrysostome est située à côté du catholicon. L'autel de l'église est de forme octogonale et se trouve sur la tombe du prêtre Kyriakos Petaloudes (XIXe siècle). L'iconostase, les portes latérales, le sanctuaire et les icônes portatives sont réputés.
Est également conservée dans le monastère l'icône miraculeuse de la Vierge Diotissa (de Vlacherna).
En 1618, le couvent a été reconstruit sur les ruines d'un ancien couvent des frères Paul et Kolela Aggelos Valsamakis, qui avaient consacré leur vaste domaine au couvent.
Les célébrations se déroulent le troisième dimanche de carême (jour de la Sainte-Croix), le 14 septembre (Exaltation de la Sainte-Croix), le 13 novembre, le 27 janvier (translation des restes de Saint-Jean Chrysostome) et le 2 juillet (fête de la Theotokos Diotissa).
Le monastère est déserté depuis la mort de la dernière moniale il y a une vingtaine d'années.[réf. nécessaire]

## Dans la culture
- Louis de Bernières, La Mandoline du capitaine Corelli, Éd. Gallimard, coll. Folio. Toute l'action se déroule à Céphalonie, des années 1930 à nos jours.
- Albert Cohen, Mangeclous, Éd. Gallimard, coll. Folio.
- Albert Cohen, Solal, Éd. Gallimard, coll. Folio.
- Albert Cohen, Les Valeureux, Éd. Gallimard, coll. Folio.
- Point de départ de l'histoire d'Assassin's Creed Odyssey (2018), Ubisoft.
- Arthur de Gobineau, Le Mouchoir rouge, Œuvres, t. II, Éd. Gallimard, Bibliothèque de la Pléiade no 311, 1983.

## Codes
Céphalonie a pour codes :
- KE, en tête des immatriculations grecques.